# 有坂深雪
有坂 深雪（ありさか みゆき、1998年1月7日 - ）は、日本の元AV女優。アトラクティブ所属。

## 略歴
2017年11月、プレミアムの専属女優としてAVデビュー。
2018年7月をもって専属を離れ、企画単体女優となる。
自分自身と向き合うため、2019年9月末までの撮影をもって新規撮影の休止を発表。引退ではなく、イベントなどは引き続き出演する。
2021年6月11日、 E-BODYから発売される作品で復帰。E-BODY、ダスッ!のダブル専属となる。バストのサイズがCからDに変わり、陥没乳首でなくなる。
2022年4月1日、自身のTwitterにて同年5月31日をもって所属事務所を退所し、AV女優を引退する事を発表。

## 人物
初体験は17歳の時で、相手は当時の彼。デビューまでの経験人数は2人。
スレンダーで濃い陰毛が特徴的。

## 出演作品

### アダルトDVD
- 専属決定!伝説的19歳新人デビュー!（11月19日、PREMIUM）
- スレンダーBODYが大痙攣!汗・潮・ザーメンまみれ4本番special!（12月19日、PREMIUM）

- じゅるッ!くちゅッ! フェラチオ トドメは一撃顔射♡（2月1日、PREMIUM）
- 伝説的19歳の挑戦!究極奉仕初ソープ（2月19日、PREMIUM）
- 解禁 伝説的19歳 生まれて初めての中出し（3月25日、PREMIUM）
- デビュー以来1番恥ずかしくて最も大胆な初めてのおもらし（4月13日、PREMIUM）
- イベサーNTR 〜仕組まれたヤリモク飲み会、泥酔中出し完堕ちカノジョ編〜（5月7日、PREMIUM）
- 金持ちの豪邸を支配して中出し地獄! 服従のメイド孕ませ輪姦（6月7日、PREMIUM）
- 身動き出来ない状態で「もうイッてるってばぁ!」痙攣中に超中出し!（7月7日、PREMIUM）
- 姉の挑発を真に受けた童貞弟がイッてるのに気づかず爆走ピストン（8月1日、MOODYZ）
- 資産家令嬢レイプ事件（8月7日、アタッカーズ）
- 時間停止 援交娘にタダマン中出し（8月19日、エムズビデオグループ）
- もう二度と裏切らないって決めたのに…。 〜夫の取引先に寝取られた人妻〜（8月25日、マドンナ）
- 声出したら中に出すぞ!! 追い詰め孕ませレ×プ 〜ストーカーに脅されたOL〜（8月25日、本中）
- 全員10代!しかも30kg台の華奢ボディ限定! 媚薬性感マッサージで完全発情させた激スリム美少女をイッてもイッても追撃ピストン! ぶっ壊れたマ●コが初めてのおもらし絶頂体験!しちゃいました。（8月25日、ナンパJAPAN）※オムニバス作品、「りか」名義
- ネットリこねくる乳首イキ絶頂エステサロンへようこそ（9月1日、ワンズファクトリー）
- 隣人に俺の彼女が寝取られて。 「同棲カップル疑惑の画像編」（9月25日、ダスッ!）
- 美大生のスレンダー純粋娘（10月1日、プラネットプラス）
- 突然押しかけてきた嫁の姉さんに抜かれっぱなしの1泊2日（10月7日、VENUS）
- 円女交際 潮吹き黒髮スレンダー生徒 撮影oKガチ円光親父独占不買娘（10月7日、パコパコ団とゆかいな仲間たち）
- 親が再婚し、お兄ちゃん大好き小悪魔女子○生の妹ができた。 一生懸命誘惑してくる姿に恋した僕。（10月11日、SWITCH）
- 現役OLの裏バイト Mさん（10月12日、S級素人）※「M」名義
- 嬲り撮り3Pセックス バイト先の大人を弄る黒髪のスレンダー美少女は、絶品フェラの敏感ビッチ…。（10月13日、オーロラプロジェクト・アネックス）
- 嫁のお義姉さんが僕を大胆に誘惑寝取り（10月25日、h.m.p DORAMA）
- 今、失踪した大切な婚約者のレイプ映像がDVDで送りつけられて来た… その中で彼女は下卑た男達の手で凌辱調教され、子種で子宮を汚され続け… やがて解放されたとき彼女は…。（10月25日、オーロラプロジェクト・アネックス）
- 故郷の純朴美少女 〜親には内緒の妹近親相姦中出し性交〜 中出し近親相姦 一途な妹の純粋な恋の物語（10月26日、I.B.WORKS）
- 「やばい!妹に中出し!?」全く気にせず露わな姿で家中をウロつく妹のピッチピチなカラダを見ているとつい興奮してしまい…（10月26日、DOC）※オムニバス作品
- あの頃、制服美少女と。（11月2日、ドリームチケット）
- 夫の目の前で犯されて― あなたを救いたいから（11月7日、アタッカーズ）
- 有坂深雪 PREMIUM全27本番8時間コンプリートBEST（11月7日、プレミアム）※ベスト版
- 母の親友（11月7日、VENUS）
- REC【無編集動画】カメラは止めない! ONE CUT OF THE SEX（11月7日、パコパコ団とゆかいな仲間たち）
- はじめて彼女ができたので幼なじみとSEXや中出しの練習をする事にした（11月13日、MOODYZ）
- 唾液を絡ませ自ら腰を振る。素顔丸出し一泊旅行。 「おじさんが私を変えた編」（11月25日、ダスッ!）
- 隣の嫁はよくブラ浮く嫁だ。（11月25日、熟女はつらいよ）
- 声殺し拘束中出しレ×プ 「こんな姿見られたら人生終わりだな」と脅迫して自由を奪いサイレント鬼イカせ（12月1日、MOODYZ）
- 親父と幼馴じみがいつの間にかセフレで子作りもOK（12月25日、本中）
- 挑発的な妹 パンチラ誘惑されて何度も中出ししちゃったボク…（12月25日、痴女ヘブン）[9]

- 中出し専用肉便器（1月1日、MOODYZ）
- 部活帰りの女子校生に生中出し 2（1月11日、BAZOOKA）※オムニバス作品
- 俺の妹とお前の妹どっちがエロいか交換して中出ししまくってみないか?＃06（1月13日、MOODYZ）共演:高杉麻里
- 姉の匂い SODに届いた禁断映像 〜田舎の実家に帰省中の女子大生の姉に欲情した弟が撮影した1年間の近親相姦記録〜（1月24日、SODクリエイト）※「みゆき」名義
- 家内の妹 〜ひとつ屋根の下にある身近な欲望〜（1月25日、マドンナ）
- 初レズの目覚め。顔舐め双頭レズビアン。義理の姉から受けた壮絶なまぐわい。（1月25日、ダスッ!）共演:神納花
- 兄は私のオナペット（1月26日、JUMP）※「みゆき」名義
- 超高級中出し専門ソープ（2月1日、MOODYZ）
- 微笑む口便器（2月1日、ワープエンタテインメント）
- 素人女子大生限定! パンティ素股でカチカチち●ぽがアソコに擦れて赤面発情! クロッチは恥ずかし汁まみれ!そのまま生で擦り合わせて、ヌルヌルワレメに結局つるんっと入って生中出し!! AVOPEN 2018編（2月1日、赤面女子）※オムニバス作品、AV OPEN 2018 素人部門エントリー作品
- 拷問無残 5（2月7日、アタッカーズ）
- 「姉弟で結婚しちゃいけないなんて人間が勝手に決めたこと」 弟を愛しすぎた姉と弟の歪んだ愛の日常、そして強制中出し子作り（2月7日、ひよこ）
- 教え子に好かれすぎた私 突然家にやって来られて妻がいる前でも全くのお構いなし（2月8日、SCOOP）※オムニバス作品
- あの日、大学の飲み会が中出し輪姦サークルに変わった。（2月25日、本中）
- オシッコ我慢させて反抗期の娘を犯る!（追撃説教ピストン）（3月1日、MOODYZ）
- 即ハメ×潮吹き×ポルチオ 大情熱SEX（3月8日、クリスタル映像）
- 弟の巨根ポロリにドキッ! マジメな文系お姉ちゃんをビッチ化させてしまった大きなおちん●ん!（3月13日、MOODYZ）
- 世界一コンドームをパンパンに膨らます男の中出しドッカーンSEX（3月19日、ROOKIE）共演:森下美怜
- 図書委員の彼女が脳筋体育教師に寝取られた。男子生徒達にも犯されて連続絶頂しまくり中出しされまくりのドM肉便器になってしまった。（3月19日、かぐや姫Pt）
- 可愛くて甘え上手な妹と中出しワンルーム性活（3月25日、MAX-A）
- サークルの部室で中出しソープランドを経営させられた女子大生（3月25日、本中）
- カミングアウト 本当の私を見てください。 デビュー1周年!エッチ経験極少の原石王道美少女! 衝撃崩壊!!! AV女優有坂深雪の性癖告白ドキュメント（3月25日、えむっ娘ラボ）
- DQN痴漢サークルに狙われた敏感女子大生誰でも本番OK公衆便女（4月1日、MOODYZ）
- 有坂深雪の凄テクを我慢できれば生★中出しSEX!（4月1日、ワンズファクトリー）
- Ma○ko Device Bondage VIII 鉄拘束マ○コ拷問（4月4日、グローリークエスト）
- 僕の彼女はドM思春期ヤリマン美少女（4月8日、桃太郎映像出版）
- 華の女子寮生活崩壊レイプ 締めの中出しで未来ある人生を台無しにしてやろうとすると、さっきよりも暴れだし必死に抵抗してくる。そんな姿が堪らなく愛おしい…。（4月12日、宇宙企画）※オムニバス作品
- 可愛すぎる レンタルJ●彼女と秘密の孕ませ裏デート（4月12日、BAZOOKA）※オムニバス作品
- 素人ヘアヌード大図鑑 〜二十歳の美少女編（4月12日、S級素人）
- 農家の嫁 逃れられない義父の加虐性愛（4月12日、NAGIRA）
- 縄酔い人妻 緊縛調教依頼（4月13日、AVS Collector's）
- 美人女子大生・輪姦強制子宮支配 全てを汚され、奪われた清楚な娘は、凌辱によるマゾ絶頂を肢体に刻み込まれ…（4月13日、オーロラプロジェクト・アネックス）
- あの日からずっと…。 緊縛調教中出しされる制服美少女（4月13日、無垢）
- 睨まれても嫌がられても俺は平然と孕ませて犯ル（4月25日、MOODYZ）
- 濃交 有坂深雪のリアル中出しセックス（4月25日、MAX-A）
- 感じすぎていっぱいおもらしごめんなさい… 21（4月25日、セレブの友）
- 隠せないように固定されてワキ毛マン毛ハミ出し羞恥レ×プ（5月1日、MOODYZ）
- 嫌いな義父に夜這いされて…（5月1日、ワンズファクトリー）
- 最高に気持ちいい! アナル舐め手コキ（5月2日、グローリークエスト）※オムニバス作品
- 蛇縛の凌辱賃貸ハウス（5月7日、アタッカーズ）
- ハプニングバーNTR 〜友人に誘われハプバー通いにハマってしまった俺の妻がいつのまにかヤリチンの先輩に寝取られてた〜（5月7日、マドンナ）
- 深夜バスNTR 大型連休の帰省でひとり長距離バスに乗った妻（5月7日、JET映像）
- イケメン彼氏の命令で嫌いな同級生と付き合って7日間ハメられまくった私…（5月13日、MOODYZ）
- 親や先生たちは知らない、放課後中出し部活動（5月17日、S級素人）※オムニバス作品
- 「お義父さんの赤ちゃん妊娠する!」 制服姿の新しい娘が義父を母に隠れて射精管理! 何度も寸止めさせマ○コに連続大量中出し! 2（5月17日、V&R PRODUCE）※オムニバス作品
- アナル舐めてもいいですか? 2 お尻で悶絶する素人娘（5月19日、かぐや姫Pt）※オムニバス作品
- 浮活で知り合ったチ○ポが大きい男性と気が狂うほどに生性交（5月23日、コスモス映像）※「みゆき」名義
- 【完全撮りおろし】 変態おじさんが秘かに撮り続けた珠玉の手コキ・フェラ映像を一挙公開。ひよこ女子13人24射精400分SPECIAL!（5月23日、ひよこ）※オムニバス作品
- 黒人ホームステイNTR 自分の腕より太い肉棒編（5月25日、ダスッ!）
- ねっちょり絡み合う濃厚な接吻と中出し（5月25日、本中）
- ノンストップ凌辱 17（5月25日、セレブの友）共演:神納花
- ラッキーな胸チラを発見し、気づかれないように見てたけど、やっぱりバレてた?! 10 〜ヨガインストラクター編〜（5月31日（レンタル）/6月7日（セル）、LEO）※オムニバス作品
- 朝までハシゴ酒×PRESTIGE PREMIUM 09（5月31日、プレステージ）※オムニバス作品
- 拘束と失禁 科学部のために実験体になった新任女教師（6月1日、MOODYZ）
- 真性NTR願望 イカされまくる彼女を覗き見る! 僕はそんな淫らな彼女を見て悲しくて、悲しくて、勃起してしまったのです（6月7日、桃太郎映像出版）
- 素人ナンパでセンズリ鑑賞 2 見るだけでいいんです!だからちょっと僕のチ●ポ見てもらえませんか?（6月7日、かぐや姫Pt）※オムニバス作品
- 媚薬BDSM 清楚な若妻が淫乱なケダモノになっていく記録（6月13日、AVS Collector's）
- 美少女ドM調教日誌 乱暴にされ虐げられるほど、昂ぶり続ける性感と肉欲 二人は既に、強制性交依存症（6月13日、オーロラプロジェクト・アネックス）共演:葉月桃
- 一般男女モニタリングAV 大手企業の内定を夢見る就活女子大生を面接中にノンストップザーメンぶっかけ! 合計51発 溜まりにたまった濃厚精子を大量に浴びせられてリクルートスーツ・髪・顔まで精子でべっとり! 初々しいJDオマ○コにデカち○ぽをねじ込みザーメンまみれSEX!!（6月19日、DEEP'S）※オムニバス作品
- 人妻拷問サークル イキ狂いの果てに落ちていく若妻（6月19日、ドグマ）
- 「お兄ちゃんは私たちのもの」 世界で一番コンビネーション中出しSEXをする姉妹の逆3PサンドイッチFUCK（6月19日、ROOKIE）共演:三原ほのか
- 有坂深雪が八乃つばさに拘束されて103回絶頂させられる潮吹きまくりレズ（6月19日、レズれ!）共演:八乃つばさ
- スカートの中の股間いじりでパンティは愛液まみれ! ねっとり指一本で膣内をこねくり回され何度もイカされた敏感女（6月20日、ナチュラルハイ）※オムニバス作品
- ラグジュTV×PRESTIGE PREMIUM 25（6月21日、プレステージ）※「渚唯」名義、オムニバス作品
- #下着売り子 アプリで見つけたネットで下着を売る裏垢女子は交渉次第でどこまでデキる?! 04（6月21日、プレステージ）※オムニバス作品
- 哀哭の姫君拷問 〜敵に捕まったプリンセスの無惨なる運命〜 Episode-5:王国の美姫アリシア、惨すぎる屈辱の淫虐処刑（6月25日、Baby Entertainment）
- 時間が止まる女子便所 強制排尿中出しレ×プ!!停止解除でパニック噴射!!（7月1日、ワンズファクトリー）共演:岬あずさ、葉月桃
- セックスよりも気持ちいい 高○生の初めての口内発射 フェラチオ優等生15人（7月7日、桃太郎映像出版）※オムニバス作品
- 高嶺の花の美人キャビンアテンダント限定! 航空会社対抗中出し野球拳! 2 勝てば100万円!負ければいきなりデカチン即ハメ! フライト帰りのCAオマ○コに上司の目の前で何度イってもやめない追撃ピストンで抜かずの連続中出し! 4人合計19発（7月7日、DEEP'S）※オムニバス作品
- 夫の友人NTR種付けプレス 社内結婚をし、共に働く妻が同僚と俺の誕生日を祝ってくれたあの日の、誰も知らなかった《その続き》が記録されていた友人からのビデオレター。（7月7日、マドンナ）
- 全身舐めまくりイキまくり汁だくレズビアン。 禁断の年の差 濃密カップル 〜姪と叔母の秘密の関係〜（7月7日、ビビアン）共演：澤村レイコ
- あなたのチ●ポ洗います。 3 素人アルバイト9人（7月7日、かぐや姫Pt）※オムニバス作品
- 羞恥!新任女教師が学習教材にされる男子校の性教育 生徒の目の前で無遠慮な指が膣に挿入される!プライドは崩壊するが、子宮の奥から愛液があふるれ出る（7月11日、サディスティックビレッジ）※オムニバス作品
- 若妻の子宮にザーメンぶっかけ 変態義父の狂った性欲（7月11日、センタービレッジ）
- 媚薬と睡眠薬を同時混入!スクール水着姿で眠るデカ尻娘を全身拘束させひたすらオモチャ責め! 覚醒したカラダは父に激ピストンされエビ反りしっぱなし! 2（7月12日、V&R PRODUCE）※オムニバス作品
- 有坂深雪BEST18本番49発射（7月13日、MOODYZ）※ベスト盤
- のど射ごっくん涙目鬼イラマチオ!（7月19日、エムズビデオグループ）
- 妄想アイテム究極進化シリーズ ボディジャックDOC 〜救命憑依病棟編〜 スケベな俺の魂はチ○ポ型!?久々の経口経験憑依シーンがかつてないエロさ!!（7月25日、ROCKET）共演:神納花、あおいれな、横山夏希
- 完堕ちNTRビデオレター（7月25日、ダスッ!）
- カラミざかり（8月1日、ムーディーズ）共演:枢木あおい
- 素人娘の全裸図鑑 7 今時の女の子14名が恥らいながら脱衣していく様子をじっくり撮影した、変態紳士のためのヘアヌードコレクション（8月7日、かぐや姫Pt）※オムニバス作品
- マジックミラー号 アナウンサー志望の高学歴女子大生限定! 「女子アナの面接を体験してみませんか?」 電マで責められても、チ○コを挿入されても、見物客にガン見されても何があってもカメラ目線!! 2（8月8日、SODクリエイト）※「みゆき」名義、オムニバス作品
- ナマ挿入 卑猥なワレメ 有坂深雪（8月9日、million）
- ドキュメンTV×PRESTIGE PREMIUM 家まで送ってイイですか? 33（8月23日、プレステージ）※オムニバス作品
- 夫と子作りSEXをした後はいつも義父に中出しされ続けています…。（8月25日、マドンナ）
- ノンストップ凌辱 17（8月25日、セレブの友）
- 有坂深雪 全部中出し 23本番8時間BEST（8月25日、本中）※ベスト盤
- AV男優の性技に耐えたら賞金30万円! カワイイ女子大生たちが必死にイキ耐える 凄テク我慢ゲームに挑戦! イッたら巨漢男が即・種付けプレス!! Vol.2（8月25日、ナンパJAPAN）※「かな」名義、オムニバス作品
- 父が出かけて2秒でセックスする母と息子（9月1日、VENUS）
- SEXの逸材。 VOL.48 (秘) 性癖を曝け出す美少女を激撮 見た目からは想像のできないスケベな欲望がカメラの前で弾け飛ぶ!（9月6日、プレステージ）※オムニバス作品
- 串刺し拷問（10月1日、ドグマ）
- 息子のクラスメイトに犯され続けてプライドを失った母親（10月7日、VENUS）
- SHASEIDO 精液・唾液オイル配合 ぶっかけ美容スキンケア 頬、まぶた、鼻、眉間お肌にくまなくザーメン塗り込む最新コスメ（10月10日、SODクリエイト）※オムニバス作品
- 結婚直前の蜜月、毎晩旦那さんに愛されて最高感度になっている新妻 ブライダルエステで油断したところに媚薬チ○ポを即ハメ! すぐに抵抗が弱まり、感じ始めたところでマシンバイブ挿入、潮を吹きまくって、中出しをすんなり受け入れる! 6（10月10日、サディスティックヴィレッジ）※オムニバス作品
- AV女優 裸コレクション 第十弾（10月11日、V&R PRODUCE）※オムニバス作品
- 歪んだ女子大生、スプラッシュな性生活（10月13日、バルタン）
- ラグジュTV×PRESTIGE PREMIUM 29（10月18日、プレステージ）※「渚唯」名義、オムニバス作品
- 聖水痴女ハーレム（11月1日、MOODYZ）共演:大槻ひびき
- 120%リアルガチ軟派伝説 vol.78 in 湘南（11月15日、プレステージ）※オムニバス作品
- 女教師飼育 恥辱の教室（11月19日、バミューダ）
- ヒロイン徹底凌辱 09 魔法美少女戦士フォンテーヌ編（11月22日、GIGA）
- 地方局女子アナ ガチナンパ 生放送後に奇跡のAV出演→包茎男子と生中出しSEX（11月22日、赤面女子）※オムニバス作品
- 私を抱きしめて…。 隣人に恋したシングルマザー 有坂深雪（12月1日、プラネットプラス）
- バトル・オブ・レズビアンズ 3 〜格闘ではないレズビアン・ラプソディ「イカセ愛」総当たりリーグ戦〜 渚みつき 有坂深雪 みひな 上川星空（12月12日、ROCKET）
- 女子校生孕ませレイプ 中出し20連発（12月13日、REAL）
- 監禁クローゼット 有坂深雪（12月19日、グローリークエスト）
- 年忘れだよ!年末スペシャル 勉強仕事に疲れてウトウトしているととっても身近で信頼していたアノ女(ひと)が突然Hな悪戯! 嫌がるどころかストップされたくないほど気持ち良くなったワタシはそのまま寝たフリ我慢していると笑顔の真性レズは股間にまで手を突っ込んでくるんです…声が出ちゃいそうになっているのを知ってか知らずかいっぱい濡れちゃったワタシの大事なアソコの中に鼻息荒くしながら激しく指入れ!!男の人より断然気持ちいい手マンに犯されたワタシは痙攣するまでイッちゃいました…。 3 完全初出し 240分（12月19日、レズれ!）※オムニバス作品

- 月・木のゴミの日に見かける美脚がそそる奥さんを脅して中出し ―犯され堕ちていく人妻―（1月31日、人妻花園劇場）
- 完全主観で楽しむ有坂深雪との新婚生活（2月1日、プラネットプラス）
- たっぷり唾液と柔らかい唇…フワトロの口マ○コで最後の一滴まで絞り取る舌品フェラチオ!（6月11日、アロマ企画）※オムニバス作品
- 痴漢教室 憧れの美人教師に教え子が集団SEX調教（8月28日、REAL）※オムニバス作品
- セックスよりも気持ちいい 恥じらい看護師の口内射精 濃厚フェラチオ9人（10月7日、桃太郎映像出版）※オムニバス作品

- まるっと! 有坂深雪（4月1日、プラネットプラス）※単体ベスト
- 放課後の女教師 2（4月23日、MBM）※オムニバス作品
- 悶絶くすぐり地獄（5月1日、バミューダ）※オムニバス作品
- 電撃復活 究極スリム巨乳ボディ有坂深雪が限界のけ反りイク男女同時の超オーガズム中出し（6月13日、E-BODY）
- 催淫洗脳された巨乳美少女は嫌がりながらも淫乱ビッチになっていた 有坂深雪（6月25日、ダスッ!）
- 究極スリム巨乳 極美プロポーション愛人が反り折れそうなほど自ら腰振る快楽種付け不倫旅行 有坂深雪（7月13日、E-BODY）
- こっそりお姉ちゃんの彼氏を奪っては排卵日に時短中出ししてもらい、最速で孕みました。（8月13日、ダスッ!）
- 美白肌の激スリム妻が夫のムキムキ巨漢上司から種付けプレスで快楽堕ち… それ見てシコる寝取られ旦那（8月13日、E-BODY）
- 【人格崩壊】大嫌いな元カレに媚薬を盛られた彼女は、白目を剥きながら涎に潮吹き、精子まみれ。キメセク華奢エビ反り絶頂（8月25日、ダスッ!）
- あなたの射精を完全支配 焦らし早出し絶対連射! W極細スレンダー巨乳メンズエステティシャン 有坂深雪 蓮実クレア（9月21日、E-BODY）
- 派遣マッサージ師にきわどい秘部を触られすぎて、快楽に耐え切れず寝取られました。（9月28日、ダスッ!）
- 究極スリム巨乳ボディ有坂深雪 清楚で美巨乳Jカップ月野かすみ E-BODY全7タイトル全コーナー入りコンプリートBEST8時間（12月21日、E-BODY）※有坂深雪と月野かすみの作品をまとめたベスト版。

- 解禁 喉ボコイラマチオ スラッと細首に爆走ピストン貫通special 有坂深雪（1月4日、MOODYZ）
- 彼女の姉はマゾ女 有坂深雪（1月4日、グローリークエスト）
- 混浴温泉ケダモノFUCK! スレンダー巨乳の卑猥マ○コお姉さん（1月18日、LOVEま○こ）
- 脅迫CAレズビアン 助けが来ないフライト先で襲われる潮吹き絶頂ドマゾ調教 有坂深雪 あおいれな（2月8日、ビビアン）
- 中出し露天温泉 超ヤリマンのスリムボイン美形美女 淫乱潮吹きビッチ（2月11日、ま○こ銀行）
- ウーマナイザーオナニー 2（3月15日、グローリークエスト）※オムニバス作品
- 濡れてテカってピッタリ密着 神スク水 有坂深雪（5月26日、親父の個撮）
- 一度抱きしめたら病みつき。唯一無二の究極華奢ボディ。有坂深雪SUPER BEST（7月26日、ダスッ!）※単体ベスト
- 女体が燃え盛り昇天波動が止まないヤバイ装置 秘奥炎上の絶頂回廊（8月9日、Baby Entertainment）※オムニバス作品
- Wレースクイーン拘束逝かせ 有坂深雪 佐伯由美香（8月16日、ミル）
- スレンダー人妻によるギンギンの童貞君を優しく筆おろし「本当に私でいいのかしら?」（8月26日、ま○こ銀行）※オムニバス作品
- 雌奴隷を喰む母娘 狂気女系一族大蟷螂家奇譚 有坂深雪 河南実里 神納花（11月1日、アタッカーズ）
- 引退します。 初アナル、ラストSM、純愛ドラマ…深雪が引退までにやりたかった事、全部詰め込みました。 有坂深雪（12月7日、アタッカーズ）
- 「俺たち親戚だからバレたらマズイって!」ツンデレ束縛してくる生意気従妹にイチャイチャ射精管理されてキンタマが空っぽになった幸せすぎる夏休み 有坂深雪（12月8日、SODクリエイト）

- カメラの前でおしっこする女 5（11月26日、グローリークエスト）

### アダルトVR
- あなたのオナニーを全力で応援してくれる有坂深雪のバイノーラル淫語サポートVR（8月17日、ワンズファクトリー）
- ボクの部屋の隣に人妻が引っ越してきた!普段会うと清楚なのに、夜になると野獣のようなあえぎ声が壁からつつ抜けで聞こえてくる!! ある日旦那が出張でいない時、奥さんがオナニーする声が聞こえ始めて…。【ご近所エロ騒音体験VR】（8月31日、変態紳士倶楽部）
- アナタが運命を決める究極の選択3DVR 「お願い!中にいっぱい出してぇ」姉 VS「全部飲むからオクチに出して」妹 中出し懇願する姉か!ゴックンしたがる妹か! エッチな姉妹を選んでSEXしちゃう超リアル体験映像（9月13日、ナンパJAPAN）共演:宇佐美みか
- 嫌な顔されても見せてもらいたいおパンツVR（9月30日、TMA）※オムニバス作品
- ラブLOVEな新婚性活! 朝から夜までエロエロStory 朝は朝食とフェラ、夜は家に帰ると早速玄関で乳繰り合いイチャイチャ我慢できずベッドで「それだめぇ…いやぁぁ!イクゥゥ!」絶頂5回（10月1日、ブイワンVR）
- パンティを近くで見続けるVR（10月5日、KMPVR）※オムニバス作品
- 誰もが羨ましがる超スレンダー美人なのに、まさかのおちんぽミルク大好きな彼女と朝から晩まで、連続射精! 同棲パコパコ性活!!（11月16日、KMPVR-bibi-）
- リ●ンジポルノ 4（12月10日、ブイワンVR）
- 入院してる童貞のボクのお見舞いに来てくれたのは学校1の美少女深雪ちゃんだった。毎日お見舞いに来てくれる深雪ちゃんは、いつの間にか看護師に内緒でフェラしてくれたり遂には筆おろしまでしてくれて中出しSEXしてしまった!（12月18日、TMA）
- 父に犯され続ける娘の近親相姦映像VR（12月31日、TMA）

- 寝たふり…できない女（1月8日、ANNEX）
- 父に犯され続ける娘の近親相姦映像VR（1月30日、TMA）
- いつも清楚でおしとやかな隣の奥さんが無自覚で僕を浮きブラ誘惑してくる欲求不満な天然エロ人妻だった。（2月1日、マドンナ）
- ガンジガラメ（2月8日、ワープエンタテインメント）
- ボクのことを好き過ぎるご奉仕メイドとのなんともうらやましい日常。（2月28日、CRYSTAL VR）
- 性奴隷契約 4 イキたくないのにイッちゃた… 気持ち良くなりたくないのに、気持ちいい… すいませんでした… 旦那にも中に出されたことないのに…すいません（4月6日、ブイワンVR）
- 夫が帰ってくるまでの間「もうイッてるけど…!!もう一回もう一回!」隣の奥さんを追撃ピストンでイカせまくるVR!!（7月4日、変態紳士倶楽部）
- 新開発!超精細カメラ撮影 射精コントロール!オナ指示痴女（9月13日、CASANOVA）
- 非主観・盗撮・透明人間目線 素人カップル ラブホ覗き見VR（9月27日、変態紳士倶楽部）※オムニバス作品
- お尻楽園（10月18日、KMPVR）※オムニバス作品
- マンガ喫茶で女子♡生の彼女と こ〜〜っそり生ハメ!（10月18日、CASANOVA）
- 「もう射精(ダシ)てるってば!!」 お姉ちゃんを挑発したらイっても止めない 追撃射精10発（10月22日、KMPVR）
- 胸キュン120%のいちゃLOVEフェラVR（11月8日、KMPVR）※オムニバス作品
- 超絶景! 下から見上げるレズセックスVR（11月25日、SODクリエイト）共演:宝田もなみ
- 密室で冷酷にも犯された美少女 睨むも卑劣痴漢は容赦なし!（11月28日、TEPPAN）
- 横●市曙町で予約一年待ちのNo.1神対応コンパニオン!! 死ぬまで記憶に残る童貞限定風俗店（12月21日、KMPVR）
- 絶世の美女が、童貞を拘束、筆“生”下ろし。痴女と貪欲で超気持ちいいナマ姦性交。 その女、小悪魔につき（12月25日、KMPVR-bibi-）

- 無自覚ボディタッチをしてくる隣の奥さんといつの間にか身体を密着させて唾液をダラダラ垂らしながら舌を激しく絡め合うベロチューSEXをしてしまった（1月10日、マドンナ）
- 粘膜口移しVR（2月21日、KMPVR）※オムニバス作品
- 全編完全ノーカット 有坂深雪 SUPER BEST（4月9日、ブイワンVR）※ベスト盤
- 肉食系で積極的なセックス大好き女子で鬼シコるVR（10月23日、CASANOVA）※オムニバス作品

- スリム巨乳若妻に強引種付けプレス "ネトラレ" or "ネトリ’ 究極の選択VR（12月1日、E-BODY）
- 童貞喪失逆NTR 照り照りスリムボインで僕を誘惑する親友のギャルカノ（12月18日、KMPVR）
- 囚われ女捜査官（12月18日、ダスッ!）

- 「絶頂させてください…」 非合法媚薬で’真’昇天クライマックス 有坂深雪（1月27日、KMPVR）
- 私のクリチ○ポを沢山いじめてください。（10月29日、SPICY VR）※オムニバス作品

### アダルト配信
- 【地味女子なのに】19歳【色白スレンダー】みゆきちゃん参上! 古本屋でアルバイトする女子大生の応募理由は『生活費が足りなくて… エッチも興味ありますょ♪』外見、性格は大人しそうなのに【毎日オナニー派】オナネタは【AV.漫画.アニメ.官能小説】何でもアリ! SEXのリクエストは【凌辱プレイ】ギャップあり過ぎ女子大生! 止まる事を知らない【大量潮吹き】は必見! 連続激イキ凌辱SEXに失神寸前! 『私、実は変態かもしれないんです…』かも? かも!?（10月2日、ARA）
- 百戦錬磨のナンパ師のヤリ部屋で、連れ込みSEX隠し撮り 086 深雪 20歳 通販会社の営業アシスタント（10月3日、ナンパTV）
- ■ド変態! ドM妻! ハメ潮ぶちまけ無限絶頂イキ狂いSEX!! ■※清楚な色白スレンダー美人妻 ※優しすぎる夫とのSEXに満足できない ※首●め、拘束、スパンキング …実は犯されたい願望を持つド変態妻だった!! ※｢とにかく激しいSEXがしたいです!!｣ ※白い美尻が真っ赤に染まる強烈スパンキング ※｢ち○こ大好き｣嬉しすぎて笑顔でフェラチオ ※涎垂れ流しで喉奥イキするドMイラマ ※ち○こで蓋をしても止まらないメガ潮ジェット ※激ピストンで反り返る絶品ボディ! ド淫乱ド変態! ハードSEX! ちさと 25歳 人妻（10月3日、プレステージプレミアム）
- ちなつ（10月5日、しろうとまんまん）
- 応募素人、初AV撮影 45 みゆき 21歳 大学生（10月7日、シロウトTV）
- Mさん（10月8日、俺の素人）
- あゆみ（11月23日、しろうとまんまん）
- 【中出し個人撮影】18歳 みお / 超神回!!! / 鬼潮吹き(推定2.5ℓ) / 3発射/バリクソ美少女 / ドM鬼イキど敏感 / 彼氏ん家 / とんでもない透明感 / 美巨乳美くびれ美尻 / フェラ好き / 鬼イラマ/顔射・口内発射/鬼イキSEX/中出し!!!（12月31日、なまなま.net）

- #下着売り子。 @みゆき_20歳_フリーター #即渡し #下着売ります #路上受け渡し #即金希望 #スレンダー美女 #14人目 みゆき 20歳 フリーター（1月11日、プレステージプレミアム）
- ミユキちゃん（1月13日、俺の素人）
- ド淫乱「蛇口全開マ●コ」!!! シリーズ間違いなくNo. 1の「潮噴きマ●コ」!!! そしてこれもシリーズ一二を争う程の「ドM女」!!! エロい!!! とにかくマジでエロいんです…!!!!! ●った口から『ドSのオジさんしか受け付けない』と言う彼女を、業界屈指の「オラオラ巨根オジさん」にシバきにシバき倒してもらってきた件!!! ※マジでエロ過ぎ注意：朝までハシゴ酒 38 in 新宿三丁目 ミユキ 21歳 アパレル販売員（2月8日、プレステージプレミアム）
- みゆき（2月11日、俺の素人）
- 家まで送ってイイですか? case.130 『ギッチギチに縛って下さい!』 妄想に生きるSMオタクは縄とローソクとムチでイク! 突然の尿意"恥ずかしい"がブッ壊れた女『痛みは快楽の一歩目』刺激に飢えたエクスタシーマニア濡れる・吹く・イク! 人間スプリンクラー決壊マ○コ父に向けられた包丁… 縄が引き出してくれた"本当の喜び"とは ヨーコさん 21歳 アパレル店員兼ガールズバー勤務（3月1日、ドキュメンTV）
- ラグジュTV 1087 渚唯 24歳 テレビ局関係  お天気キャスターの色白スレンダー美女。ねっとりとした男の責めに毛量多めの股間をしっとりと濡らし、男の肉棒によいしれる…。（4月8日、ラグジュTV）
- ミユキ（4月20日、俺の素人）
- みゆきちゃん 2（5月24日、俺の素人）
- 【スレンダー女子大生】20歳【超大量潮吹き美少女】みゆきちゃん参上! 学校サボってAV出演する彼女の応募理由は『男優さんのテクニックが気になってまして…♪』好奇心旺盛な美少女大学生! 清純そうな顔して【むっつりド変態娘】セルフイラマチ&怒涛の大量潮吹きは必見! 色白 & スレンダーBODY女子大生の変態SEX見逃すな!（6月4日、ARA）
- マジ軟派、初撮。 1353 みゆき 20歳 女子大生(タピオカ屋でバイト)  海外旅行のために絶賛バイト中の色白スレンダー美少女が謝礼につられて撮影に参加!! あれよあれよという間に脱がされて手マンやクンニで大量の潮噴射ww ハメ潮でベッドをビショビショにしながら悶絶!!（6月8日、ナンパTV）
- ラグジュTV 1116 渚唯 24歳 テレビ局関係  「いっぱい… 愛シテください」 ハードプレイ(首●め/拘束/スパンキング/イラマチオ)で愛を感じる超ドM気質な美スタイルお天気キャスターが、前回以上に激責めに本性剥き出しにして乱れまくる!（6月14日、ラグジュTV）
- みゆき（7月12日、LADY HUNTERS）
- みほ（7月19日、Hなお悩み相談）
- 聖水を自由に操る美女! いつでもどこでも誰が居ようと、すぐにおしっこを出せるよう調教済み! 量も半端ない! 車内フェラで口内射精、ごっくん! 男優との3Pでイキまくる! へんたいかっぷるディスカバリー : ゆきさん (仮名)（8月5日、プレステージプレミアム）
- 深希さん（9月20日、素人おかしや）
- みすずちゃ（10月31日、シロウトHouse）
- 有坂アナ（11月16日、俺の素人）

- みくる（7月30日、黒船提督）

- ミユキ（12月10日、鉄人2号さん）

- みゆき（1月17日、素人げっちゅ）
- ゆき（2月10日、俺の素人-Z-）
- ことね（4月13日、恋愛カノジョ）
- ミユキ 2（8月12日、鉄人2号さん）
- ミユキ（8月23日、俺の素人-Z-）
- あかり（10月15日、アシグモ）
- みゆき（10月21日、ハメドリネットワークSecondEdition）

### イメージDVD
※◎はBD版リリース作品。
- Happy Time（2019年6月21日、CRANE）◎
- Miyuki 常夏deep snow（2019年10月17日、REbecca）◎
- Miyuki2 prismatic princess（2021年11月4日、REbecca）◎
- AV女優 有坂深雪（2022年4月26日、スパークビジョン）◎
- 官能的な大人の時間 有坂深雪（6月1日、Sensual）
- ヴィーナス・テルメ 有坂深雪（2022年9月29日、オルスタックソフト販売）

## 書籍

### 写真集
- 僕のみゆぱい（2019年6月27日、ジーウォーク、撮影:天野功）ISBN 978-4862978981
- 白く柔らかいトコロ（2020年3月31日、彩文館出版、撮影:ALEX WON）ISBN 978-4775606230

### デジタル写真集
- FLOWER 有坂深雪 vol.01（2020年1月24日、ジーウォーク、撮影：天野功）
- AV女優 有坂深雪（2022年4月29日、スパークビジョン、撮影：ケイ）
- これが最後の有坂深雪。【グラビア写真集】（2022年6月24日、プレステージ出版、撮影：松田忠雄）
- これが最後の有坂深雪。【ヌード写真集】（2022年6月24日、プレステージ出版、撮影：松田忠雄）

### 雑誌
- 月刊DMM 2018年1月号（ジーオーティー） - インタビュー
- 月刊FANZA 2019年10月号（ジーオーティー） - インタビュー
- 月刊FANZA 2019年11月号（ジーオーティー） - インタビュー
- 週刊実話 2020年4月9日号（日本ジャーナル出版） - 袋とじ「新乳社淫」
- 週刊アサヒ芸能 2020年4月23日号（徳間書店） - グラビア「いじりたいフェティッシュBODY」
- 週刊大衆 2020年6月22日号（双葉社） - グラビア「剛毛ヌード」
- 月刊FANZA 2021年9月号（ジーオーティー）- インタビュー

## 出演

### イベント
- スマホゲームアプリ「ロードモバイル」セクシー女優対抗戦（2021年3月 ‐ 、IGG）[10]